# 最不发达国家

“最不发达国家”全球分布图，綠色為已經除名的國家

（又稱未開發國家、低發展國家、不發達國家），指經联合国認定，社會、經濟發展水準以及人類發展指數最低的国家。“最不发达国家”一词最早出现在1967年10月77国集团通过的《阿尔及尔宪章》（Charter of Algiers）中。最不發達國家的概念最初出現於1971年11月18日的聯合國第2768號決議案。目前，联合国经济及社会理事会每三年根据发展政策委员会的建议对“最不发达国家名单”作一次审查。聯合國貿易和發展會議每年都會发表《最低度開發國家報告》。

## 衡量标准

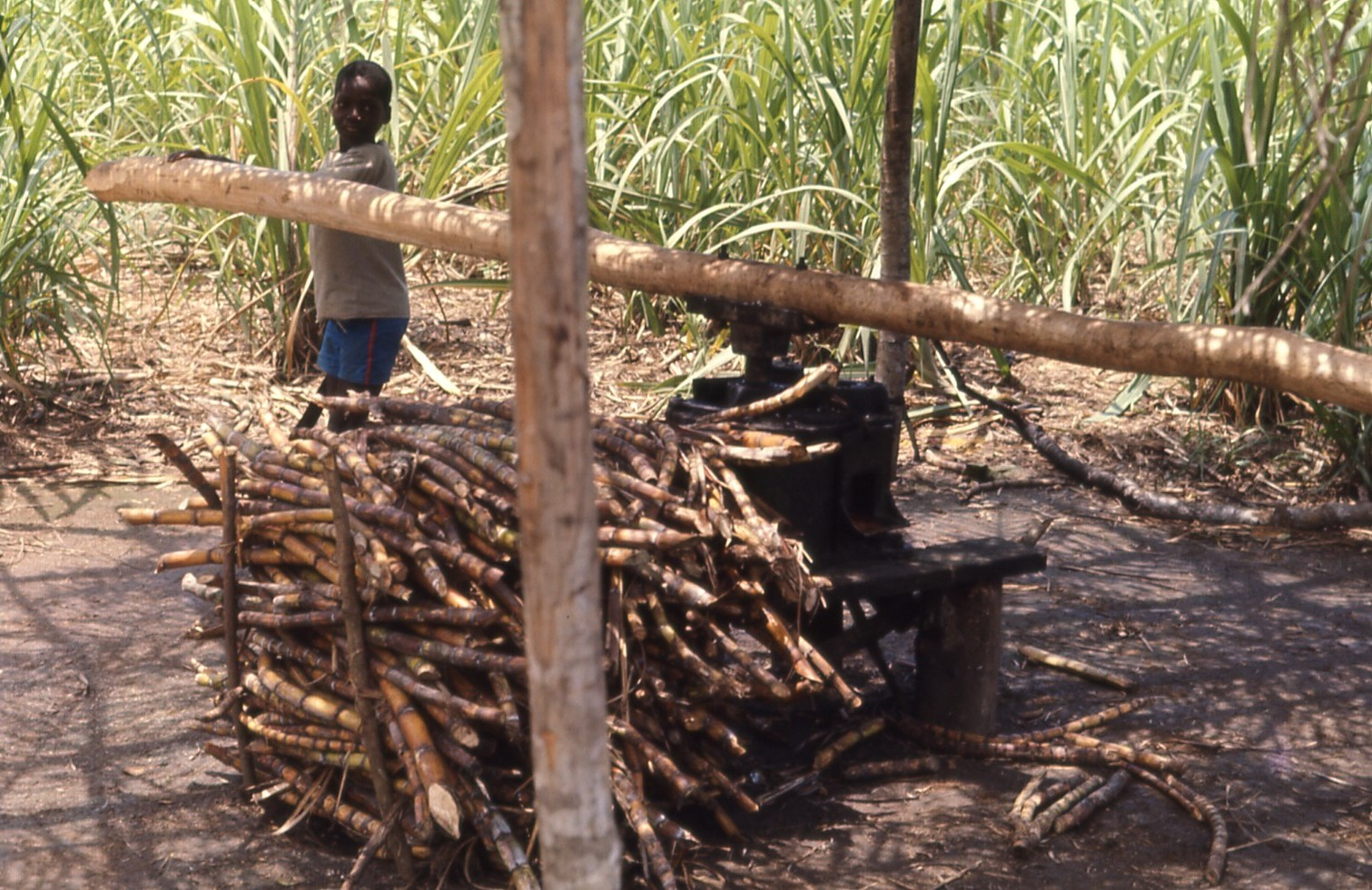
利比里亚磨甘蔗的男孩

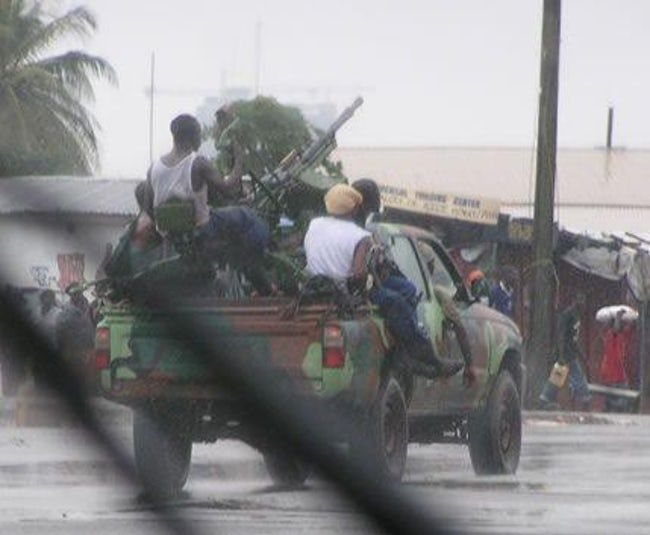
利比里亚的游擊叛軍

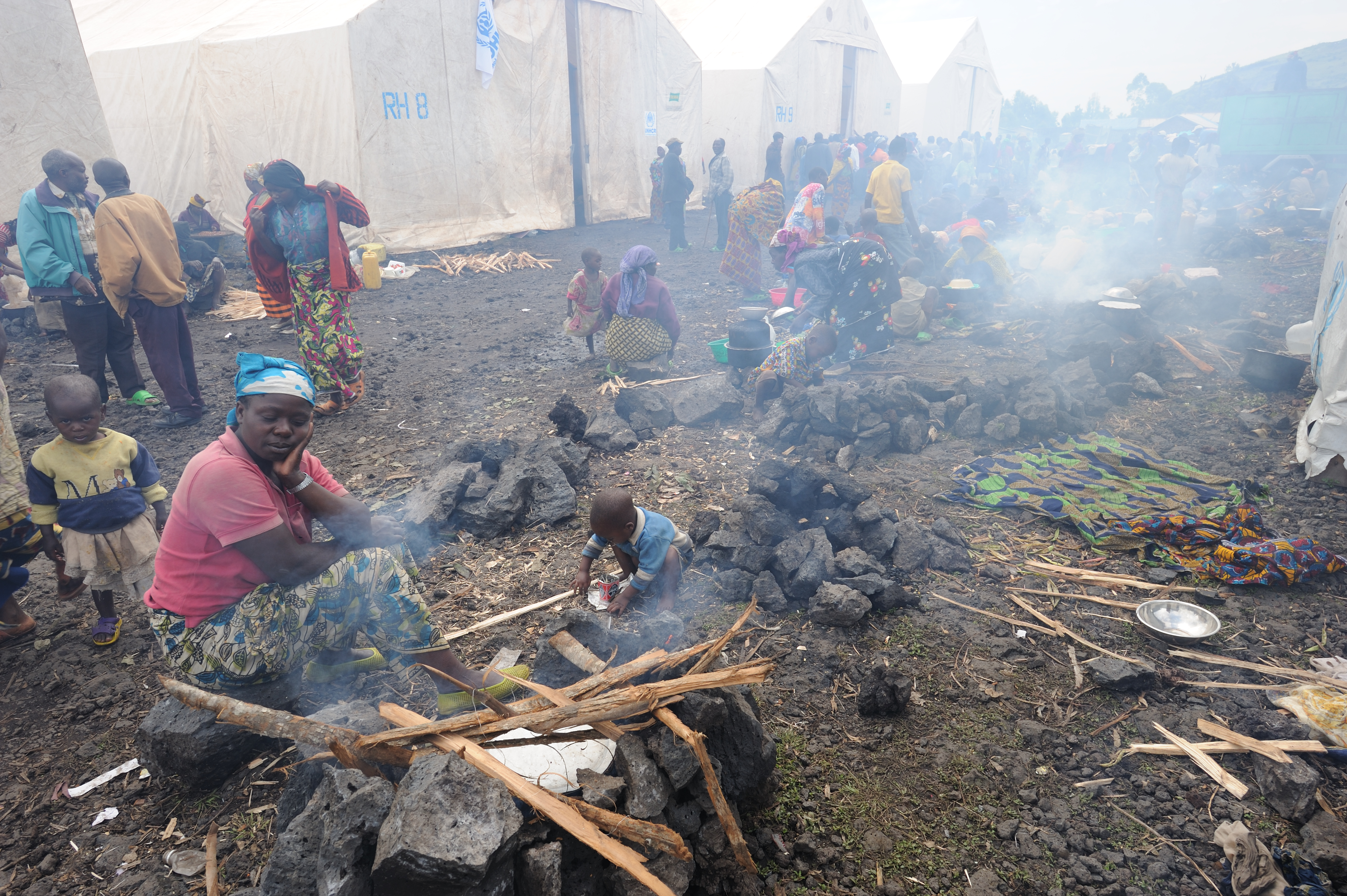
剛果難民營

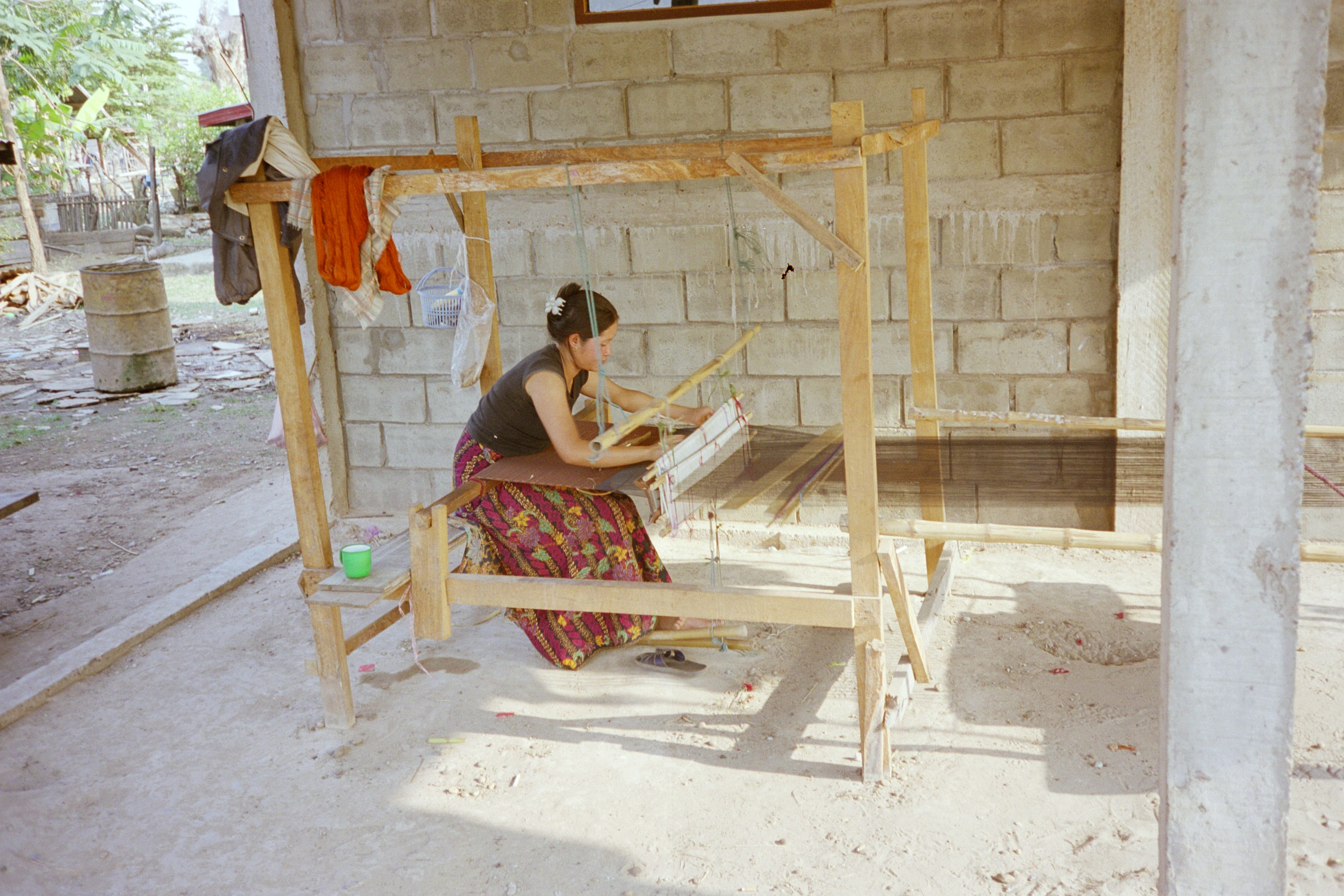
老挝的農村

### 1971年联合国大会2768号决议
1. 人均国民生产总值在100美元以下；
2. 在国内生产总值中制造业所占比重低于10%；
3. 人口识字率在20%以下。

根据这个标准，当时联合国把24个联合国会员国列为最不发达国家。
1981年联合国发展计划委员会把第一条标准改为人均国民生产总值在250美元以下，当时全世界有39个最不发达国家。

### 1991年3月联合国发展计划委员会制定的标准
1991年3月，联合国发展计划委员会对最不发达国家的划定作出新的规定。这一规定把最不发达国家定义为那些长期遭受发展障碍的低收入国家，特别是人力资源开发水平低和有严重结构性缺陷的国家，并将其衡量标准调整为：
1. 人均国内生产总值在600美元以下；
2. 扩大的实际生活品質指數（包括预期寿命、人均摄取热量、入学率、识字率等）不超过47点；
3. 经济多种经营指数（包括制造业、工业就业比重等）不超过22点。（人口超过7500万的国家被排除在外）[2]

### 2015年3月联合国发展政策委员会制定的标准
1. 人均收入标准。这项标准依据的是人均国民总收入（GNI）（3年平均数），1035美元以下的国家可列入最不发达国家名单，1242美元以上的国家从最不发达国家名单中剔除；
2. 人力资产标准。这项标准依据的是一项综合指数（人力资产指数），其中包括营养、健康、入学率、识字率等多项指标；
3. 经济脆弱性标准。这项标准依据的是一项综合指数（经济脆弱性指数），其中包括自然冲击程度、经济易受冲击程度、经济规模狭小程度、地理位置偏远程度等多项指标。[5][8]

符合所有三项标准列出的列入名单要求，而且人口不超过7500万的国家，将列入最不发达国家名单；在对名单进行的至少连续两次的三年期审查中达到三项标准中至少两项标准规定的“毕业”门槛的国家，通常可从最不发达国家名单中剔除。不过，如果一最不发达国家的人均GNI增至至少两倍于“毕业”门槛的水平，该国家即被认为有资格“毕业”，不论其在另外两项标准之下的表现如何。

## 現行最低度發展國家一覽
根据最新制定的标准，截至目前，全世界经联合国批准的最不发达国家总共有44國。其中非洲就有32國，亞洲有8国，大洋洲有3个岛国，美洲仅有海地一國，而在欧洲则没有最不发达国家。具体名单如下：
- 粗體表示處於畢業審查過渡期當中

### 非洲国家（共32國）
| - 安哥拉 - 布吉納法索 - 中非 - 刚果民主共和国 - 衣索比亞 - 几内亚 - 賴索托 - 利比里亚 - 马达加斯加 | - 马拉维 - 毛里塔尼亚 - 莫桑比克 - 尼日尔 - 卢旺达 - 塞内加尔 - 南蘇丹 - 苏丹 - 多哥 - 坦桑尼亚 - 乌干达 - 尚比亞 |

### 亚洲国家（共8国）
| - 阿富汗 - 柬埔寨 - | - 緬甸 - 尼泊尔 - 东帝汶 - 葉門 |

### 大洋洲国家（共3國）
| - 基里巴斯 - 所罗门群岛 |

### 美洲國家（共1国）
- 海地

## 獲除名的最不发达国家
原最不发达国家从最不发达国家名单中剔除，摆脱最不发达国家身份，联合国称之为“毕业”。最不发达国家经联合国大会批准“毕业”后，还需要经过一个审查过渡期（一般为期三年，可延期；在此期间仍保留最不发达国家身份），才能够真正“毕业”。迄今为止，只有九个国家从最不发达国家名单“毕业”。此外，锡金獲除名不是因为“毕业”，而是因为其被并入印度。名单如下：
- 錫金（1975年成为印度的一个邦）[13][14]
- （1994年12月除名）
- （2007年12月除名）
- 馬爾地夫（2011年1月除名）
- 萨摩亚（2014年1月除名）
- 赤道几内亚（2017年6月除名）[5][8]
- （2020年12月除名）[5][8]
- 不丹（2023年12月除名）[15]
- 聖多美和普林西比（2024年12月除名）[16]